# Nobiluomo italiano
Nobiluomo italiano è un'incisione dell'artista olandese Willem Buytewech, appartenente ad un insieme di sette stampe del 1615 che raffiguravano giovani nobili vestiti alla moda del tempo (ai quali venne attribuita in una seconda versione anche una nazionalità).
I pantaloni ampi e le giacche con i lunghi risvolti delle maniche appartenevano alla foggia delle vesti del momento della realizzazione delle stampe.
Il contrasto tra l'ampiezza dei pantaloni e la magrezza delle braccia dell'uomo hanno fatto ipotizzare  velati intenti satirici, così come la posizione dell'uomo, ripresa leggermente dal basso, che accentua il suo carattere altezzoso.